# مونیکا دولان
مونیکا دولان (به انگلیسی: Monica Dolan) (زاده ۱۵ مارس ۱۹۶۹) بازیگر انگلیسی است.
از فیلم‌های معروف او می‌توان به بازی در فیلم کیک-اس ۲ و افسانه‌های واهی اشاره کرد.